# 摩根 (明尼蘇達州)
摩根（英語：Morgan）是一個位於美國明尼蘇達州雷德伍德縣的城市。

## 歷史
摩根於1878年成立，1889年升格為城市，得名自美國政治家及人類學家劉易斯·H·摩根（Lewis H. Morgan）。摩根的郵局自1878年起營運至今。

## 人口
根據2020年美國人口普查的數據，摩根的面積為1.43平方千米，皆為陸地。當地共有人口888人，而人口密度為每平方千米621人。